# Deïokes
Deiokes (grekiska Δηιόκης, latin Deïǒces) var kung av Medien. Han förenade mederna inom ett kungarike. Hans regeringstid uppges ha varit 708–656 f.Kr. Enligt Herodotos var han en genom visdom och rättrådighet berömd man, vilken mederna själva, för att göra slut på den förut rådande laglösheten, valde först till domare och sedan till kung. När Deïokes fått makten grundlade han en stark militärdespotism, byggde en ny huvudstad, Ekbatana, med sjufaldiga ringmurar och införde en synnerligen sträng hovceremoni, vilket skulle vänja hans undersåtar att i sin kung vörda ett högre väsende.